# 알렉시 바스틴

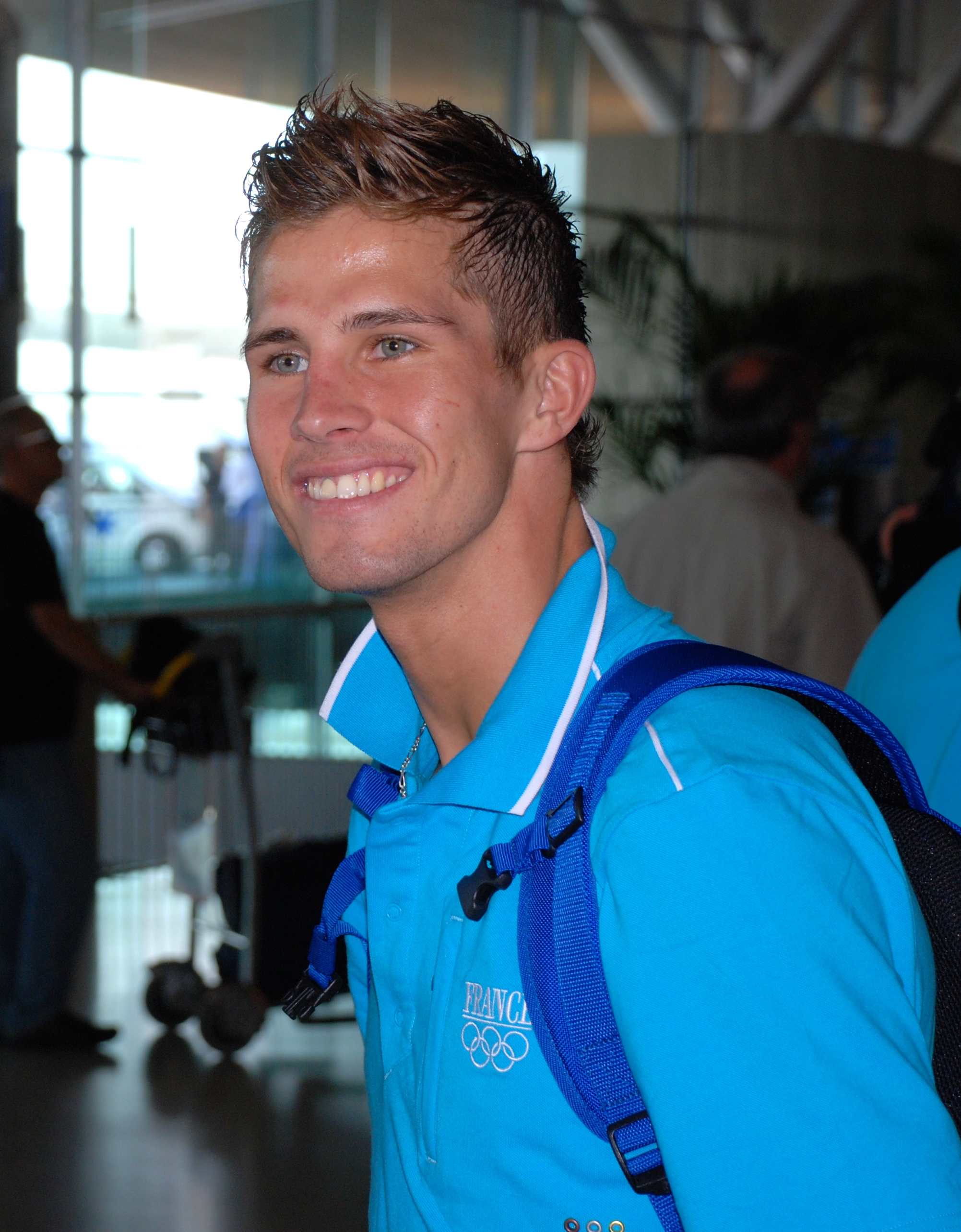
알렉시 바스틴

알렉시 바스틴(Alexis Vastine, 1986년 11월 17일 ~ 2015년 3월 9일)은 프랑스의 권투 선수이다. 2015년 3월 9일, 비야카스테이 헬리콥터 충돌 사고로 인해 사망하였다.